# Paulette Duvernet
Paulette Duvernet, född Paulette Mouton 28 maj 1909 i Paris, död 21 mars 1933 i Neuilly-sur-Seine, var en fransk skådespelare.

## Filmografi (urval)
- 1932 – Service de nuit